# A 1000 km dal Natale
A 1000 km dal Natale (A mil kilómetros de la Navidad) è un film del 2021 diretto da Álvaro Fernández Armero.

## Trama
Raúl Merino è un revisore contabile che detesta il Natale in quanto tutte le sue disgrazie gli sono capitate proprio durante questo periodo dell'anno. Quando il suo capo gli chiede di andare a lavorare in una cittadina conosce una ragazza che cercherà a tutti i costi di fargli cambiare idea.

## Distribuzione
A 1000 km dal Natale è stato reso disponibile sulla piattaforma Netflix il 24 dicembre 2021.